# Kajakai-Talsperre
Die Kajakai-Talsperre oder Band-e Kadschakī (Bandi-Kadzhakay) staut seit 1953 den Fluss Hilmend in der afghanischen Provinz Helmand.
Der Stausee reicht bis in die nordöstliche Nachbarprovinz Uruzgan. Die Talsperre dient zur Bewässerung von 142.000 ha landwirtschaftlicher Flächen, davon sind etwa 90 % Weideland. Er schützt vor Hochwasser und unterstützt die Trinkwasserversorgung.
Der Abfluss des Hilmand an der Kajakai-Talsperre ist im Frühjahr am höchsten. Über die Jahre gibt es große Unterschiede. Messwerte gibt es für 1953 bis 1979. Danach schwankt der durchschnittliche Abfluss im April über die Jahre 1953 bis 1979 zwischen 10 m³/s und 114 m³/s und im September zwischen 2,2 m³/s und 14,2 m³/s. Die von 1999 bis 2005 anhaltende Trockenheit konnte durch die Kajakai-Talsperre nicht abgefangen werden. Insbesondere das Sistanbecken im 500 km flussabwärts liegenden Grenzgebiet mit Iran wurde vom Fluss Hilmand kaum noch erreicht.

## Kraftwerk
1975 wurde mit Hilfe der United States Agency for International Development (USAID) ein Wasserkraftwerk (2*16,5 MW) installiert. Ein weiterer Ausbau war wegen des afghanischen Bürgerkriegs und der sowjetischen Intervention nicht mehr möglich. Seit Oktober 2002 wird das Wasserkraftwerk saniert und auf eine Leistung von 51,6 MW ausgebaut. Die geplante Fertigstellung bis 2007 verzögert sich wegen der Kämpfe mit den Taliban. Bis 2016 stiegen die amerikanischen Ausgaben für das weiterhin unvollendete Kraftwerk auf über 300 Mio. US-Dollar.

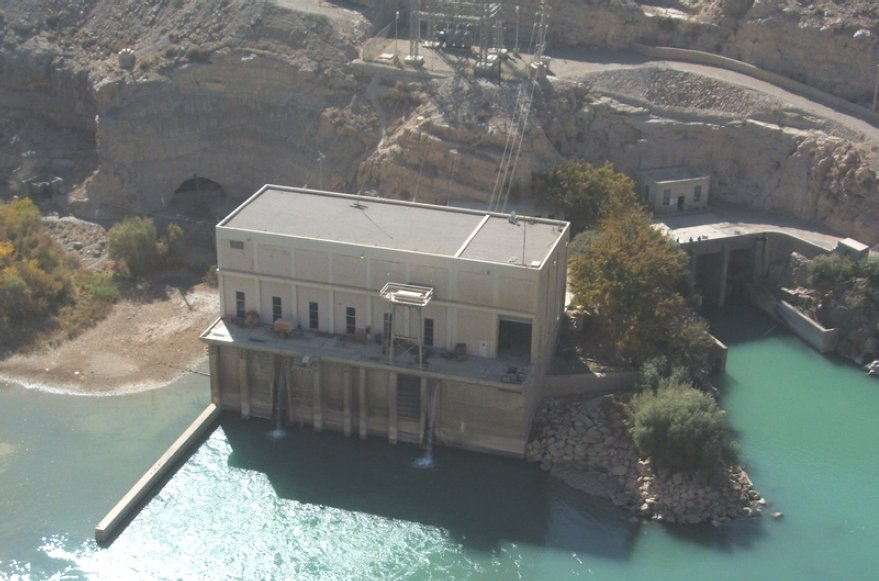
Kraftwerksgebäude

Laut einer Studie vom Januar 2004 zur zukünftigen Energieversorgung in Afghanistan waren nur 234.000 Kunden an das öffentliche Stromnetz angeschlossen, 30 % davon allein in Kabul, und nur 6 % der Bevölkerung hatten elektrischen Strom. Es ist deshalb geplant, mit einem zusätzlichen Wasserkraftwerk „Kajakai II“ die Leistung um 50 – 100 MW zu steigern. Dazu muss die Talsperre erhöht werden. Die US Geological Survey untersuchte im September 2007 mit einer Simulation der Wasserbilanz die Auswirkungen bei einer Anhebung des Stauziels von derzeit 1033,5 m auf 1045 m.

## Politischer Konflikt
Der Abfluss des Flusses Hilmand ist ein über 100 Jahre dauernder Konflikt zwischen Iran und Afghanistan, der auch nach 1973 vertraglich vereinbarten 26 m³/s nicht gelöst ist. Der Iran beschwerte sich am 20. September 2001 schriftlich beim Generalsekretär der Vereinten Nationen. Nach einer Untersuchung im Juli 2000 an der Kajakai-Talsperre und an der flussaufwärts liegenden hydrometrischen Station im Bezirk Dihrawud der Provinz Uruzgan soll die Talsperre geschlossen gewesen sein. Die Vereinten Nationen initiierten 2006 ein gemeinsames GEF-Projekt.